# The Bribe
The Bribe (br.: Lábios que escravizam / pt.: Veneno dos trópicos) é um filme de aventura noir estadunidense de  1949, dirigido por Robert Z. Leonard. O roteiro de Marguerite Roberts adapta conto de Frederick Nebel.

## Elenco
- Robert Taylor...Rigby
- Ava Gardner...Elizabeth Hintten
- Charles Laughton...J.J. Bealer
- Vincent Price...Carwood
- John Hodiak...Tugwell 'Tug' Hintten
- Samuel S. Hinds...Dr. Warren
- John Hoyt...Gibbs
- Martin Garralaga...Pablo Gomez

## Sinopse
O policial federal Rigby viaja para Los Trancos na fictícia ilha de Carlota (algum lugar da costa da América Central) disfarçado de turista pescador para investigar suspeitos de contrabandearem motores de aviões, escondendo-os em lotes de material excedente da Segunda Guerra Mundial adquiridos em leilões. O principal suspeito é o ex-aviador Tugwell 'Tug' Hintten mas, ao segui-lo, Rigby descobre que ele é casado com a bela cantora de cabaré Elizabeth, por quem acaba se apaixonando. Com a ajuda de um pescador local, Rigby descobre a ilha onde os motores estão escondidos ao mesmo tempo que os bandidos ficam sabendo de sua identidade de policial:um deles, o gordo Bealer, oferece-lhe suborno de onze mil dólares, enquanto outro tenta matar-lhe. Rigby só reluta em cumprir a missão quando sabe que Elizabeth pode estar envolvida nos crimes do marido.

## Recepção

### Bilheteria
De acordo com a MGM o filme arrecadou 1.559.000 dólares nos Estados Unidos e Canadá e 951.000 dólares em outros países, resultando numa perda de 322.000 dólares
.

### Crítica
Bosley Crowther não gostou do filme, escrevendo em sua resenha (tradução livre/aproximada como as demais): "Se você planeja gastar seu dinheiro para assistir The Bribe no Capitol, sugerimos que se prepare para compensar essa extravagância com outra coisa e nada mais. The Bribe é o tipo de tentação que Hollywood coloca no caminho dos espectadores ingênuos há vinte anos. É um pedaço de pura ficção romântica, tanto escabrosa como lúdica. E se isto não tem muitos "nomes", deveria ser para um perdido num cinema de sessão tripla...A única dica que o diretor Robert Z. Leonard dá sobre ele fazer puro nonsense acontece ao final, quando o lugar explode com um show de pirotecnia. Essa é a unica ação apropriada em todo o programa ".
O guia de filmes Time Out trouxe a seguinte resenha: "Price e Laughton compõe um formidável par de  vilões nesse suspense exagerado que de outra forma estaria num canto de uma prateleira barata da MGM. Taylor não está a altura do dilema moral do agente governamental enviado para acabar com o contrabando de motores de aviões no Caribe, tentado por uma oferta em dinheiro lucrativa e o irresistível charme da cantora de cabaré Gardner ".
O crítico Leslie Halliwell escreveu em seu guia de filmes: "Melodrama morno com pretensões mas apenas um entretenimento moderado apesar do alto brilho. A galeria de vilões, contudo, impressiona".
No livro Cult Movies de Karl French e Philip French, escreveram: "No clássico estilo noir, o fumante inveterado Rigby (ele não tem um nome cristão) narra a maior parte da história em flashbacks que começam com a visão dele de uma mulher em meio a chuva da janela de seu quarto de hotel. A narração continua descrevendo a batalha de consciência e a tentativa dele de manter a honra em um mundo cheirando a corrupção. Laughton e Price são esplendidos vilões sórdidos e a cantora de cabaret Gardner é uma inocente femme fatale à maneira de Rita Hayworth em Gilda ".

## Cultura popular
Cenas e personagens de The Bribe foram usados na paródia de 1982 de Carl Reiner, Dead Men Don't Wear Plaid, com Steve Martin estrelando com um personagem de nome Rigby e com uma lista de "amigos e inimigos de Carlotta".